# イトバヤット島
座標: 北緯20度46分 東経121度50分 / 北緯20.767度 東経121.833度
イトバヤット島（イトバヤットとう、Itbayat；イトバヤト島（イトバヤトとう）、イトバヤ島（イトバヤとう）とも）はバタン諸島の島の一つで、フィリピン最北端の有人島。周辺の島々と共にバタネス州イトバヤットの町に属する。
主な産物はニンニク、パイナップル、ヤシ。ヤシガニの生息地でもある。